# Мина Ђорђевић
Мина Ђорђевић (Алексинац, 23. фебруар 1999) српска је кошаркашица. Игра на позицији крилног центра.

## Каријера
Рођена је у Алексинцу. Игра на позицији крилног центра. У Србији је наступала за београдску Црвену звезду. Године 2019. проглашена је за МВП играчицу финалне серије плеј-офа. Играла је три сезоне за ЖКК Будућност из Подгорице, освојила је дуплу круну у Црној Гори и играла финале ВАБА лиге. На 18 утакмица у регионалној лиги имала је просек од 16,4 поена, 10,6 скокова, 1,3 асистенције, 2,1 украдених лопти по мечу.
Потписала је уговор за турски Фенербахче 2022. године.
Играла је за све млађе репрезентативне селекције Србије. Касније је постала део сениорске репрезентације Србије. Уврштена је у састав репрезентације Србије за Светско првенство 2022. године у Аустралији.